# Station météorologique de La Désirade
La station météorologique de La Désirade est une construction située sur l'île de La Désirade dans le département de la Guadeloupe en France. Bâtie entre 1930 et 1945 dans l'inspiration des réalisations guadeloupéennes de l'architecte Ali Tur, désormais désaffectée, elle est inscrite aux monuments historiques en 2008.

## Historique
L'architecte français Ali Tur a été commandité par l'État français pour reconstruire un très grand nombre de sites et d'édifices dévastés en Guadeloupe après le passage de l'ouragan Okeechobee en septembre 1928. Parmi ceux-ci lui est attribuée la construction (ou selon certaines sources simplement l'inspiration du style) entre 1935 et 1945 d'une station météorologique au lieu-dit de Grande Savane – à l'extrême pointe orientale de l'île, à 100 mètres à l'ouest du phare de la Pointe Doublé – sur la commune de La Désirade afin de mieux prévenir les effets dévastateurs des ouragans sur l'archipel. 
La station est désaffectée depuis 1987, après l'installation d'une station automatisée qui transmet à distance ses données au centre du Raizet. Durement frappés et endommagés par l'ouragan Hugo en 1989, les bâtiments et les deux citernes extérieures sont inscrits aux monuments historiques le 16 octobre 2008.

## Architecture

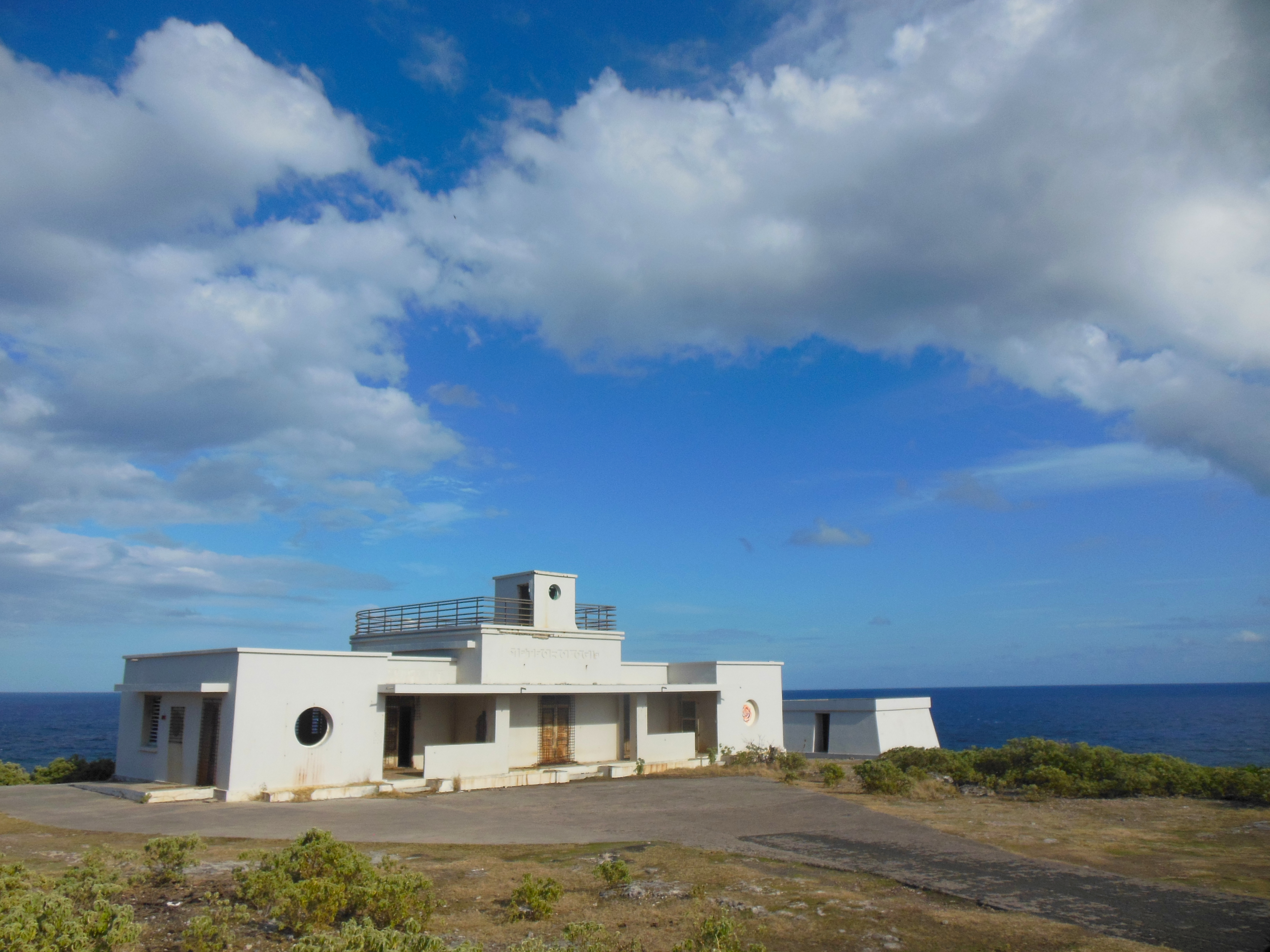
Côté exposé aux terres de la station, avec une des citernes à droite.

Édifié en béton armé dans le style « paquebot », le bâtiment de plain-pied, surmonté d'une terrasse panoramique, présente un corps central en forme d'abside vers l'océan encadré par deux pavillons latéraux reliés entre eux par une galerie couverte du côté de l'île. À chaque extrémité des pavillons se trouvent, séparée d'une dizaine de mètres, une citerne trapézoïdale dans leur prolongement.